# 安德烈亞·納瓦傑羅
安德烈亞·納瓦傑羅（義大利語：Andrea Navagero，1483年—1529年5月8日），拉丁語名安德烈亞斯·瑙格留斯（義大利語：Andreas Naugerius），是威尼斯共和國的外交官與作家。他出身富裕家庭，二十歲時便進入威尼斯大議會，比當時常規年齡早了五年。他曾在阿爾杜斯出版社專注校訂古典拉丁文手稿，以學識與文筆聞名。1515年，應將軍巴爾托洛梅奧·達爾維亞諾請求，他受命管理學者貝薩里翁遺留的藏書，該館後發展為國家馬爾恰納圖書館。同期，他被任命為威尼斯共和國的官方史官。
憑藉學術界的崇高地位，納瓦傑羅於1523年出任威尼斯駐西班牙大使，周旋於神聖羅馬皇帝（兼西班牙國王）查理五世與法王弗朗索瓦一世的緊張外交局勢中。其間，他詳細記錄了西班牙城市與地標。1526年12月遭查理五世囚禁，隔年4月透過交換戰俘獲釋；返回威尼斯前，他前往巴黎熟悉弗朗索瓦一世的宮廷。
1528年9月回到威尼斯時，納瓦傑羅已對政治幻滅，渴望重拾手稿校訂與心愛的園藝工作。然而1529年1月，他被迫出任駐法大使。穿越阿爾卑斯山抵達布盧瓦會見弗朗索瓦一世後，他重病纏身，於1529年5月8日逝世。

## 早年生活與教育
納瓦傑羅1483年生於富有的納瓦傑羅家族。該家族屬威尼斯貴族中較年輕的「新世家」，有別於歷史悠久的「舊世家」。父親貝爾納多·納瓦傑羅是威尼斯海軍將領，母親為盧克雷齊婭·博拉尼。他有兩名兄弟：巴爾托洛梅奧與彼得羅。地理學家巴蒂斯塔·喬萬尼·拉穆西奧是他的遠親，後成為其摯友。
納瓦傑羅先由私人教師授課，後入讀帕多瓦大學，至少於1501至1502年間在學。哲學師從彼得羅·蓬波納齊，拉丁文受教於馬爾坎托尼奧·薩貝利科，希臘文師承馬爾庫斯·穆蘇魯斯。他追隨人文主義思想，該學派於文藝復興時期聚焦古典哲學、文學與歷史研究。他還信奉提倡追求心靈愉悅（如平靜與免於痛苦）的伊比鳩魯學派，這體現於他對園藝的熱愛。1516年在羅馬期間，他參與羅馬學院聚會，與義大利學者交流。

## 生涯
1504年，二十歲的納瓦傑羅通過抽籤提前進入威尼斯最高政治機構大議會（通常需年滿二十五歲）。同儕多認為他具政治潛力。1510年，他為賽普勒斯女王、威尼斯人
卡特琳娜·科納羅發表喪葬演說，但內容已佚失。其後，他定居穆拉諾一處別墅，經營精緻花園。
儘管從政，納瓦傑羅多數時間仍在阿爾杜斯出版社校訂古典拉丁著作，奠定學者與作家聲譽。經他之手出版的包括西塞羅、昆提利安、維吉爾（1514年）、盧克萊修（1515年）、奧維德（1515–1516年）及泰倫提烏斯（1517年）作品。他精通拉丁文與希臘文，深諳古典文學。
納瓦傑羅亦是多產的拉丁詩人，但因嚴苛標準銷毀部分作品。例如，當讀者將其詩作比作斯塔提烏斯的《西爾瓦》（他不喜的「白銀時代」風格）時，他憤而焚稿；另因不滿質量，他毀掉多首英雄詩體詩作。其遺作拉丁詩集（意為「消遣」）於1530年出版。此外，他也創作義大利方言詩歌，但多數亦被銷毀。

### 軍旅與圖書館管理

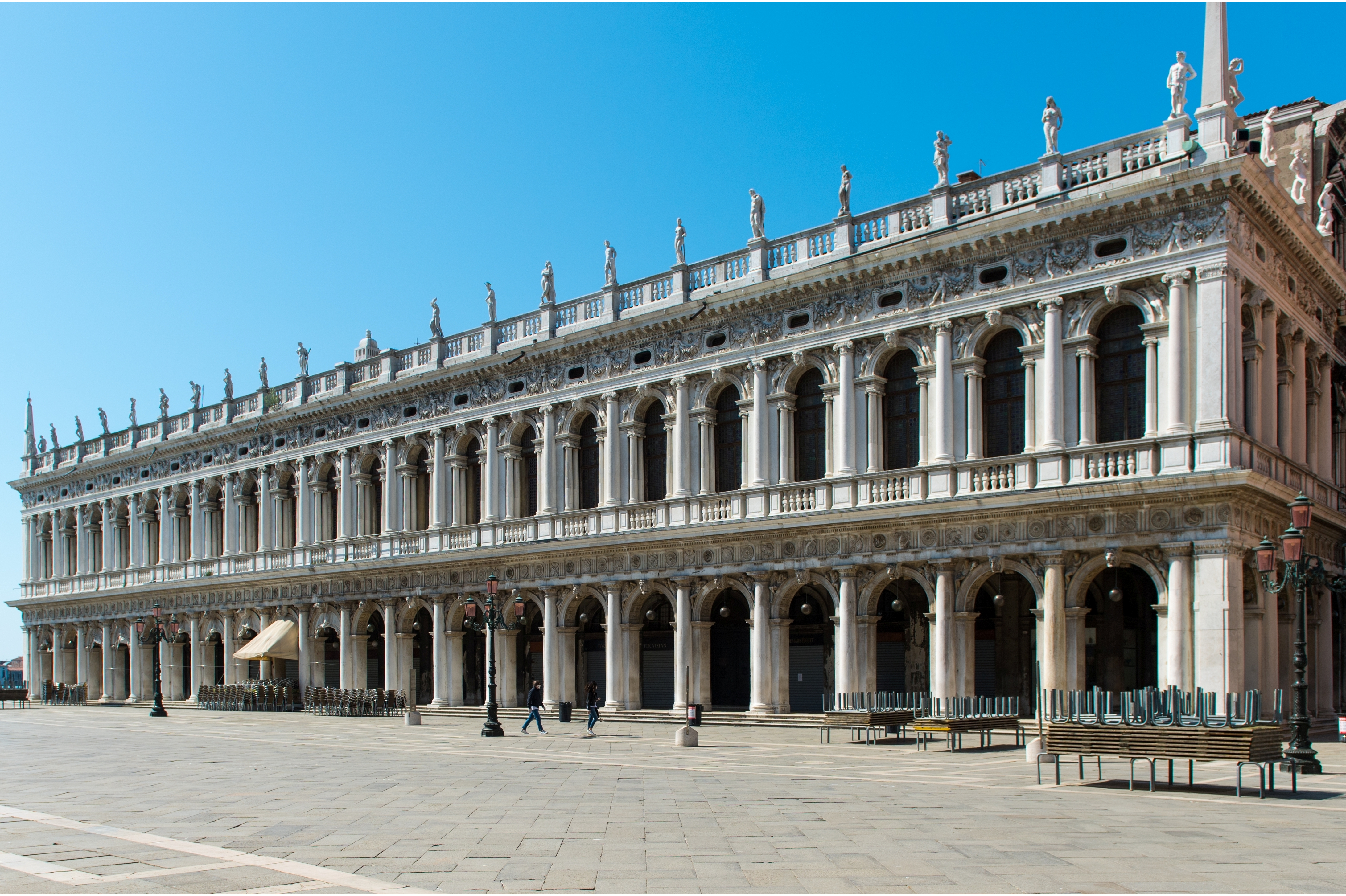
國家馬爾恰納圖書館東側外觀

納瓦傑羅在康布雷同盟向威尼斯宣戰後，加入將軍巴爾托洛梅奧·達爾維亞諾的軍隊。他因文學才華與勇氣深受達爾維亞諾賞識。1515年達爾維亞諾於布雷西亞圍城戰逝世後，納瓦傑羅發表長達數小時的喪葬演說，提及將軍對自己的特別青睞，廣受讚譽。達爾維亞諾遺贈威尼斯共和國巨額資金，用於建造存放學者貝薩里翁希臘拉丁手稿的公共圖書館（即後來的國家馬爾恰納圖書館），並指定納瓦傑羅為圖書館管理者。威尼斯元老院同時任命他為共和國官方史官，年薪高達200杜卡特，接替其恩師薩貝利科。
1516年，納瓦傑羅與人文學者阿戈斯蒂諾·貝亞扎諾同赴羅馬，借住外交官巴爾達薩雷·卡斯蒂廖內家中。兩人遊覽城市時，拉斐爾為他們繪製了名作《安德烈亞·納瓦傑羅與阿戈斯蒂諾·貝亞扎諾肖像》。返回威尼斯後，納瓦傑羅面臨貝薩里翁手稿的整理難題——這些珍貴抄本自1468年起長期存放於潮濕環境，且借閱後常未歸還。為此，他協同拉穆西奧整理藏書，並建立罰款制度確保歸還。作為官方史官，他雖需編撰威尼斯史，卻因圖書館事務進展有限。1521年，他為威尼斯總督萊奧納多·洛雷丹所作的喪葬演說進一步鞏固其學術地位。

### 出使西班牙
1523年10月10日，因聲望卓著，納瓦傑羅與未來總督洛倫佐·普留利被安東尼奧·格里馬尼總督任命為駐西班牙大使，接替加斯帕羅·孔塔里尼。其任務是促成西班牙與威尼斯的停戰協定（以保護威尼斯免受西班牙在北義擴張威脅），並避免損害盟友法國利益的條款。赴任前，他秘密協議將西班牙的新大陸報告傳給拉穆西奧，換取對方代管貝薩里翁圖書館及他珍視的穆拉諾與塞爾韋花園——他自稱「愛這些勝過世上一切」。
1524年7月啟程後，普留利在帕爾馬重病滯留三個月，康復後於里窩那與納瓦傑羅會合。1525年2月帕維亞戰役中，法王弗朗索瓦一世被查理五世軍隊俘虜，元老院急令二人加速赴西班牙談判停戰與釋放事宜。因熱那亞瘟疫耽擱數月後，他們終抵巴塞隆納，途中遭遇風暴，納瓦傑羅痛失愛馬，驚嘆目睹「如山巨浪」。
抵達後，二人耗時四周從巴塞隆納陸路至查理五世宮廷所在地托萊多，於1525年6月11日抵達。在城外苦候三週後，新西班牙總督迭戈·哥倫布與舊識卡斯蒂廖內接引他們入城。覲見查理五世後，皇帝顧問梅爾基奧雷·迪·加蒂納拉直言視義大利為「領土」，建議威尼斯支付12萬杜卡特換取和平。普留利按計劃返國，納瓦傑羅則留居托萊多，向拉穆西奧寄送詳盡城市描述，並將新結識的彼得·馬特爾所著《新大陸數十年》譯為義大利文，後續更獲其多部手稿。
納瓦傑羅持續遊說查理五世釋放囚於馬德里且重病的弗朗索瓦一世。查理五世要求取得勃艮第與北義控制權，法國被迫接受，談判終結後宮廷遷往塞維利亞，令納瓦傑羅欣喜。他熱情向拉穆西奧描述塞維利亞王宮、港口與吉拉達塔等地標，並奉元老院之命收集西班牙與新大陸貿易情報，後由拉穆西奧收入著作《導航與旅行》（Navigationi et Viaggi）。其情報來源包括新西班牙財政官迭戈·德·索托、征服者潘菲洛·德·納爾瓦埃斯、航海家埃斯特萬·戈麥斯及史學家貢薩洛·費爾南德斯·德·奧維耶多。

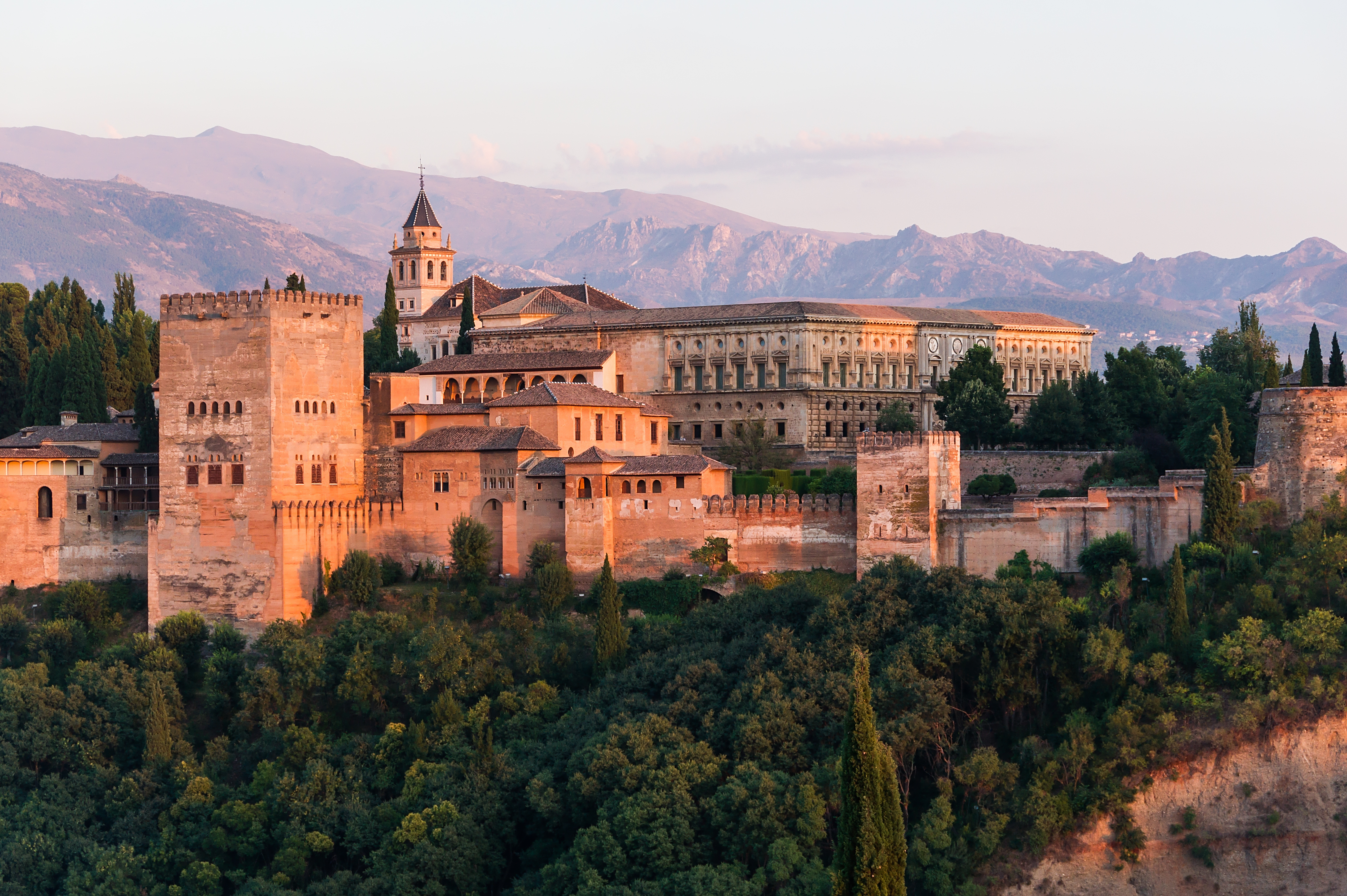
阿爾罕布拉宮

查理五世與新婚妻子葡萄牙的伊莎貝拉赴格拉納達度蜜月時，納瓦傑羅隨行，入住自稱「愉悅小屋」。他考察阿爾罕布拉宮，向拉穆西奧詳述其大理石建築、花園與噴泉，讚嘆「無一處不精妙」，並記錄周邊遺跡、達羅河谷與「世間最美味的」水果。他痛惜摩爾人不再治理該城，預言西班牙人將任其衰敗，並譴責西班牙宗教裁判所強迫當地人改宗，批評西班牙放任格拉納達部分區域荒廢，過度沉迷戰爭與征服。
1526年12月，納瓦傑羅隨宮廷遷至巴利亞多利德，後因瘟疫轉往帕倫西亞，外交使團暫駐帕雷德斯德納瓦，試圖緩和同年爆發的科涅克同盟戰爭緊張局勢。該同盟（法、威、米蘭、佛羅倫斯）在教宗克勉七世支持下企圖奪回查理五世的北義領土，招致皇帝軍隊入侵。隨疫情蔓延，宮廷北移至布爾戈斯，納瓦傑羅悲觀稱其為「陰鬱天空下的憂鬱之城」。
當弗朗索瓦一世在巴黎逮捕西班牙外交官伊尼戈·洛佩斯·德·門多薩後，查理五世下令扣押同盟國所有大使。作為成員國代表，納瓦傑羅被囚於波薩德拉薩爾城堡，他厭惡這座「岩石山上的可怕小地方」。囚禁期間，他逐漸憎惡加蒂納拉，認為其拖延和談可能謀取私利。
1527年4月，弗朗索瓦一世與查理五世安排交換戰俘，納瓦傑羅穿越庇里牛斯山至豐特拉維亞完成交接。未立即返國的他奉命轉往巴黎接觸法王宮廷，沿途記錄法國城鎮風貌，最終6月27日抵達巴黎。任務結束後，他於1528年9月24日返回威尼斯，結束逾四年的外交使命。

### 出使法國與逝世

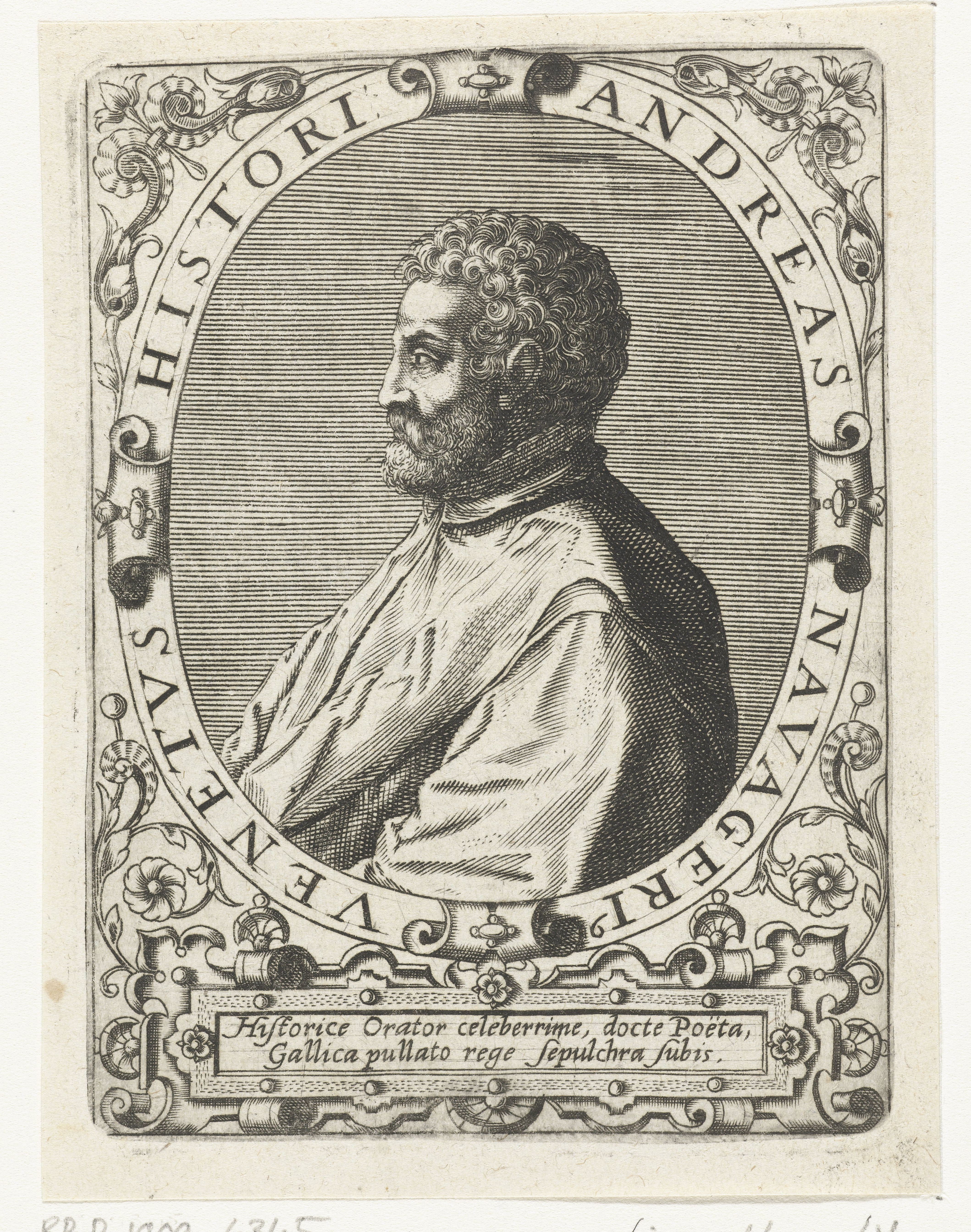
約翰·泰奧多爾·德·布里約1597年所繪納瓦傑羅肖像

納瓦傑羅返國後，見拉穆西奧妥善維護其圖書館與花園，便依約交付多部關於西班牙新大陸見聞的手稿。雖其外交成就受讚揚，他卻向拉穆西奧透露對政治幻滅，渴望專注翻譯西班牙所得手稿與經營花園。1529年1月，他未能獲任帕多瓦大學、稱為「改革者」的監督職位，反被任命為駐法大使，令他沮喪。
當弗朗索瓦一世軍隊圍攻西班牙控制的那不勒斯時，納瓦傑羅被急派法國斡旋。他3月2日啟程，4月13日抵達布盧瓦與法王會談，提出止戰建議。其間他已患病，病情持續惡化，終在1529年5月9日逝世。臨終前，他要求於威尼斯聖馬爾蒂諾迪穆拉諾教堂建墓，並銷毀所有未完成作品。弗朗索瓦一世為其舉行隆重葬禮。其弟彼得羅將靈柩運回，葬於教堂旁的花園附近，後由侄子安德烈亞與貝爾納多增刻墓誌銘。
納瓦傑羅之死令友人哀慟。摯友學者彼得羅·本博寫十四行詩悼念，私下嘆道：「可憐的納瓦傑羅是罕見之人，必為祖國爭光。若他是無知之徒，反倒能長壽！」樞機主教雅各波·薩多萊托在訃信中稱讚其「卓越才華與高尚品格」。友人吉羅拉莫·弗拉卡斯托羅將哲學對話錄《諾格里烏斯，或論詩學》（Naugerius sive de Poetica）獻給他，使其成為對話主角。其遺作《印度自然與通史》（譯自貢薩洛·費爾南德斯·德·奧維耶多）由拉穆西奧在威尼斯出版。

## 貢獻與評價

### 作為校訂者
在許多編輯偽造文獻的時代，納瓦傑羅堅持其校訂皆基於真實古籍，並歸功於勤尋底本而非個人文采。遇版本歧異時，他多採較古讀法。其嚴謹使奧維德著作校訂本成為1661年尼古拉斯·海因修斯版前的標準。現代學者高度評價其阿爾杜斯版：約翰霍普金斯大學教授格奧爾格·盧克稱1515年奧維德版「拉丁作家早期最佳版本之一」，維吉爾版為「傑出學術成就」；劍橋大學肯尼迪拉丁文講座教授E·J·肯尼譽其為「海因修斯之前最優秀的奧維德著作的編輯」。

### 作為詩人
納瓦傑羅遵循希臘與奧古斯都詩風，風格融合卡圖盧斯與彼特拉克。他崇敬卡圖盧斯至極，據傳曾焚毀自稱卡圖盧斯「文學繼承者」的詩人馬爾提阿利斯作品。1718年，加埃塔諾·沃爾皮重刊，並收錄其奧維德校訂本、兩篇喪葬演說與四封文學書簡。原47首詩的後經學者瑪麗亞·安東涅塔·貝納西與克勞迪奧·格里焦發現22首佚作。該詩集多為牧歌體新拉丁詩，靈感來自維吉爾《牧歌集》，描繪北義鄉村生活，部分詩作如《達蒙》影射1512年拉文納戰役。
當代與現代評論家皆認可其詩才。阿爾杜斯出版社創辦人阿爾杜斯·馬努提烏斯讚其「銳思精鑑，可比古代巨匠」。16世紀史家保羅·喬維奧稱其銘辭「質樸甜美」，影響義法詩人如皮埃爾·德·龍沙。詩人胡安·博斯坎稱納瓦傑羅將彼特拉克主義引入西班牙，加州大學洛杉磯分校教授芭芭拉·福克斯視此為「文藝復興詩學西進之始」。1965年，W·倫納德·格蘭特譽其為「義大利文藝復興最優雅的拉丁詩人，威尼斯極少數重要的新拉丁作家」；藝術史家約翰·希爾曼1992年評其為「古典銘辭最佳模仿者」。

## 外部連結
- 维基共享资源上的相關多媒體資源：安德烈亞·納瓦傑羅
- （威尼斯大學MQDQ計劃）